# Itä-Pakila
Itä-Pakila (suédois : Västra Baggböle)  est une section du quartier de Pakila à Helsinki en Finlande. Itä-Pakila est aussi un district.

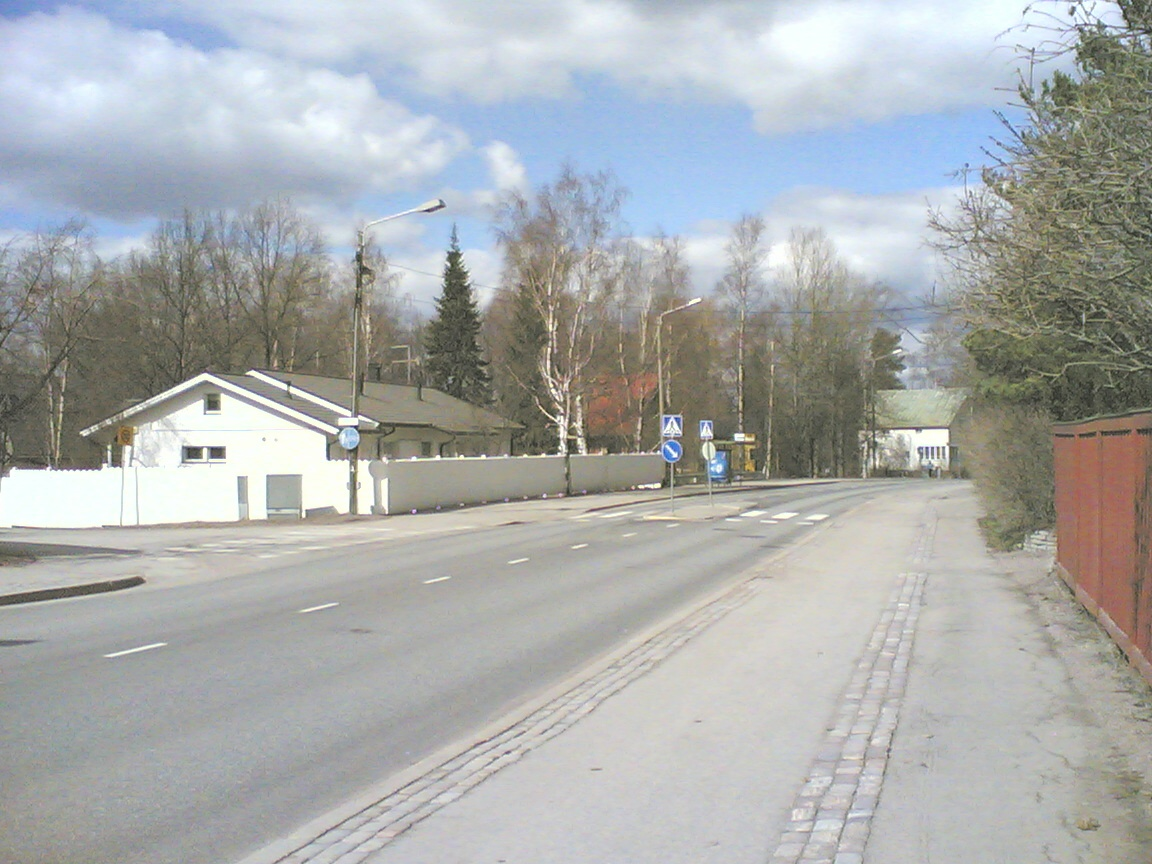
Itä-Pakila.

## Description

### Quartier de Itä-Pakila
La section de Itä-Pakila a une superficie de 1,79 km2, sa population s'élève à 3 504 habitants(1.1.2010) et elle offre 948 emplois (31.12.2008).

### District de Itä-Pakila
Le district de Itä-Pakila a une superficie de 3,4 km2, sa population s'élève à 3 774 habitants(1.1.2010) et il offre 1 167 emplois (31.12.2008).

## Galerie

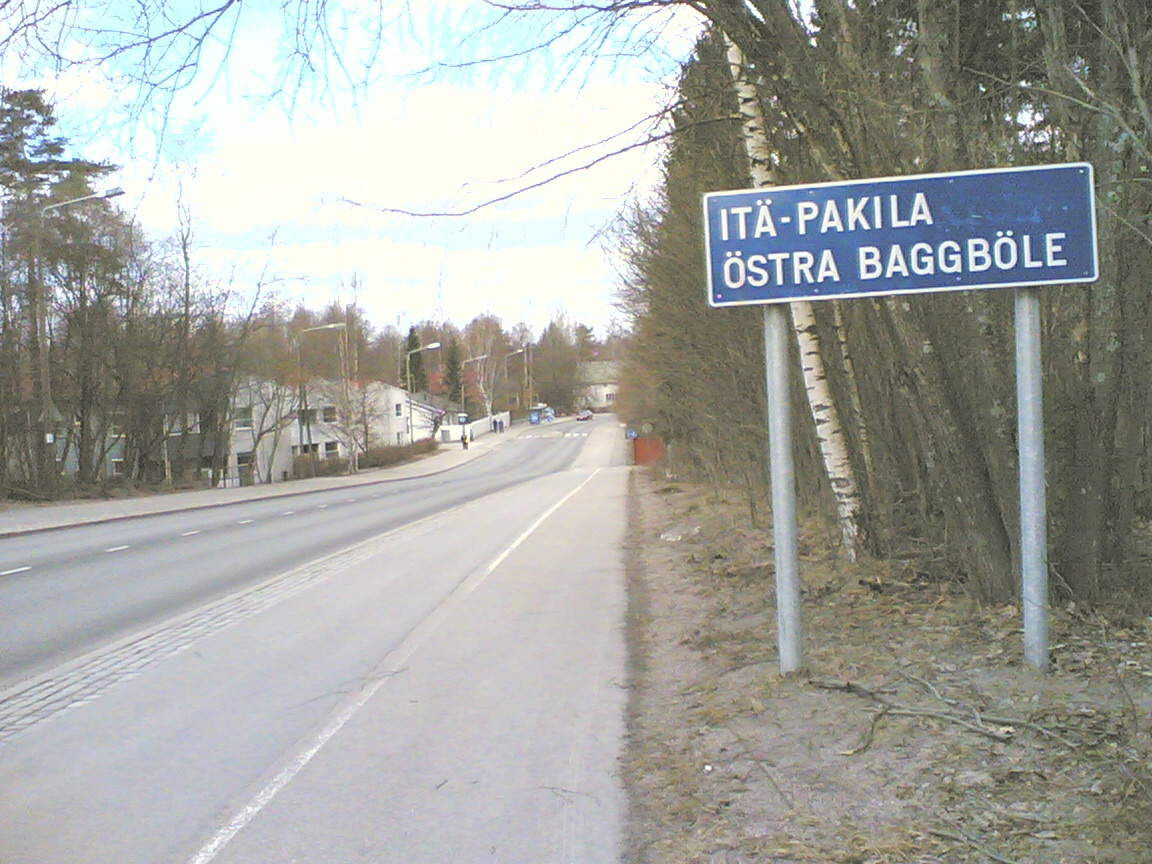
Itä-Pakila.